# 拉格朗案
拉格朗案（英語：LaGrand case）是由联合国国际法院于2001年6月25日审结的国际法案件，该案是德国诉美国，涉及《维也纳领事关系公约》。国际法院认定自身所给出的临时法庭命令具有法律约束力，由公约授予的权利不能因国内法律流程而受到阻碍。

## 背景
1982年1月7日，卡尔-海因兹·拉格朗（Karl-Heinz LaGrand, 1963-1999）和瓦尔特·伯恩哈德·拉格朗（Walter Bernhard LaGrand, 1962-1999）兄弟二人武装抢劫美国亚利桑那州马拉纳市的一家银行时被捕，该案造成了一人死亡一人重伤。两人随后被指控谋杀且认罪而被判死刑，该死刑判决得到了亚里桑那州最高法院及美国联邦最高法院的确认。
然而，美国政府在案件办理期间知悉拉格朗兄弟具有德国籍时，未依据《维也纳领事关系公约》第三十六条第二款规定的内容行事，未及时向拉格朗兄弟通知其被捕后可向国籍国获取領事協助的权利，也未将此案通知给德国领事官员。
至1992年6月，拉格朗兄弟从一同关押犯人处得知了《维也纳领事关系公约》的规定，遂自己将此案通知了德国驻当地的领事官员，但当时，此案在州一级的所有法律救济途径都已用尽时，德国领事官员方才从拉格朗兄弟方面了解到该案。拉格朗兄弟表示自己的判决和认罪都是建立在对领事协助不知情的状况下，如果能得到帮助，在法庭上也许就能得到更好的辩护。但是美国联邦法院依据默认程序驳斥了他们的申辩，即在联邦法院提出申辩之前必须先经过州法院。
当时的德国驻美大使于尔根·克罗伯格和德国国会议员克劳蒂娅·罗斯提出的外交请求，以及亚利桑那州赦免委员会的建议均被当时的亚利桑那州州长简·迪伊·赫尔拒绝，亚利桑那州州长坚持执行处决的决定。1999年2月24日，卡尔·拉格朗被亚利桑那州政府执行注射死刑。

## 控诉
1999年3月2日，德国依据《维也纳领事关系公约》第36条第1款和该公约附件中《关于强制解决争端之任择议定书》第1条的规定，将争端提交国际法院，表示美国侵害其依据《维也纳领事关系公约》规定的权利，并在瓦尔特被执行死刑的数小时之前，德国政府依据《国际法院规约》第41条，申请到了国际法院要求美国政府推迟对瓦尔特执行死刑的临时命令。
德国政府随后在美国最高法院提出要求强制执行这一命令。而最高法院的裁决中，对德国政府针对亚利桑那州的这一控诉，最高法院认定自首缺乏对这一问题的权限，因为这违反了美国宪法的第十一修正案。这一修正案禁止联邦法院受理外国政府针对州政府的诉讼；对德国政府针对联邦政府的控诉，最高法院认为默认程序原则和维也纳公约并非不协调，而且即便这一原则和维也纳公约存在冲突，也已经后续的联邦法律（也就是1996年的反恐怖主义和有效死刑法案，其明确规定了默认程序的原则）所覆盖。在美国，后续的联邦法律可覆盖先前的自动生效条约法律，这一原则由惠特尼訴羅柏遜案（Whitney v. Robertson）确定。
随后的过程中，美国首席检察长向最高法院寄送了信件，认为国际法院的临时手段并不具有法律约束力。美国国务院向亚利桑那州州长转达了國際法院的临时命令，但不予置評。亚利桑那州赦免委员会基于國際法院案件的考虑，建议州长暂缓行刑。但是亚利桑那州州长忽略了这一建议，瓦尔特最终在1999年3月被执行死刑，此举引发了本案的争议焦点：临时措施是否具有法律约束力。
德国政府随后修改了在國際法院的案件中的控诉内容，改称美国政府未能执行临时命令要求是对国际法的违背。而美国方面认为，首先维也纳公约未能针对个人确立任何权利，而只针对国家；公约在执行时必须服从于立约各国的法律，在此案中也就是必须服从美国法律中的默认程序原则；德国方面在试图将国际法院变成国际上诉法庭；并依据《国际法院规约》第41条法语译本中强制命令具有较强的法律约束力，但英语译本未采用法语译本中同样强硬的翻译，而将该条款解读为：法院的临时措施不具有法律约束力。

## 判决
2001年6月27日，国际法院驳回了美国方面的所有申辩，作出了有利于德国的判决。國際法院认为1963年4月24日签订的《维也纳领事关系公约》在字面意义上可以应用于个人，而国内法不可妨碍公约权利的伸张，而只能详细规定伸张权利的具体手段内容。國際法院表示，《国际法院规约》中有关临时措施的内容继承自1920年时以法文文本作为原本签署的《常设国际法院规约》，因此应以法文版本的含义作为立法本意而进行解读，表示国际法院的临时措施具有法律约束力。
国际法院还要求美国承担保证不重犯的国际责任。
法庭亦裁定美国方面在其默认程序的执行违背了维也纳公约。但是法庭艰难地指出，这并非是对这一原则本身进行裁决，而仅仅是针对其在涉及维也纳公约的案件中的应用。

## 评论
就《国际法院规约》英文译本中第41条的暗示临时命令不具有约束力，而法语文本暗示其具有约束力这一问题，上溯到1920年《常设国际法院规约》中同内容的条款中，国际法学界也曾对其条文是否具有法律约束力、法律强制力而引发过讨论。
曾参与起草《常设国际法院规约》、任常设国际法院首任书记官长的Åke Hammarskjöld  ÅkeHammarskjöld曾表示，临时措施是劝告性的，该条款出自1920年版条文《常设国际法院规约》第三章，而该章节处理的是程序性事项而非实质性事项，因此对当事国不具有法律约束力。另一方面，也有观点认为《常设国际法院规约》第三章中第60条“判决是终局的且不得上诉”亦载有对诉讼具有约束力的重要规定，不能以第41条列入程序性事项章节范畴为由而除去其约束力。
也有学者认为，国际法院通过判例确认其颁布的临时措施具有法律约束力、法律强制力的行为是涉嫌司法立法，此举超脱了国际法院的权责范围，另有学者认为国际法院此举是解释法律，而非立法。